# Codici a due lettere FIPS
Questa è una lista di codici FIPS 10-4 per Stati, Dipendenze, Aree a sovranità speciale e le loro divisioni amministrative.
I codici a due lettere per nazioni vengono usati dal governo degli Stati Uniti d'America per i dati geografici e per pubblicazioni, come il CIA World Factbook. Questo standard è noto anche come DAFIF 0413 e 7 Amdt. No. 3 (Nov 2003) e come DIA 65-18 (Defense Intelligence Agency, 1994, "Geopolitical Data Elements and Related Features").
I codici FIPS 10-4 sono spesso simili a quelli dello standard ISO 3166-1 alpha-2, mentre lo standard che include le divisioni amministrative è simile all'ISO 3166-2.
Le entità non sovrane sono in corsivo.

## A
- AA -  Aruba
- AC -  Antigua e Barbuda
- AE -  Emirati Arabi Uniti
- AF -  Afghanistan
- AG -  Algeria
- AJ -  Azerbaigian
- AL -  Albania
- AM -  Armenia
- AN -  Andorra
- AO -  Angola
- AQ -  Samoa Americane
- AR -  Argentina
- AS -  Australia
- AT -  Isole Ashmore e Cartier
- AU -  Austria
- AV -  Anguilla
- AX -  Akrotiri e Dhekelia
- AY -  Antartide

## B
- BA -  Bahrein
- BB -  Barbados
- BC -  Botswana
- BD -  Bermuda
- BE -  Belgio
- BF -  Bahamas
- BG -  Bangladesh
- BH -  Belize
- BK -  Bosnia ed Erzegovina
- BL -  Bolivia
- BM -  Birmania
- BN -  Benin
- BO -  Bielorussia
- BP -  Isole Salomone
- BQ -  Isola Navassa
- BR -  Brasile
- BS -  Bassas da India
- BT -  Bhutan
- BU -  Bulgaria
- BV -  Isola Bouvet
- BX -  Brunei
- BY -  Burundi

## C
- CA -  Canada
- CB -  Cambogia
- CD -  Ciad
- CE -  Sri Lanka
- CF -  Rep. del Congo
- CG -  RD del Congo
- CH -  Cina
- CI -  Cile
- CJ -  Isole Cayman
- CK -  Isole Cocos (Keeling)
- CM -  Camerun
- CN -  Comore
- COC
- COSK -  Colombia
- CQ -  Isole Marianne Settentrionali
- CR -  Isole del Mar dei Coralli
- CS -  Costa Rica
- CT -  Rep. Centrafricana
- CU -  Cuba
- CV -  Capo Verde
- CW -  Isole Cook
- CY -  Cipro

## D
- DA -  Danimarca
- DJ -  Gibuti
- DO -  Dominica
- DQ -  Isola Jarvis
- DR -  Rep. Dominicana
- DX -  Akrotiri e Dhekelia

## E
- EC -  Ecuador
- EG -  Egitto
- EK -  Guinea Equatoriale
- EN -  Estonia
- ER -  Eritrea
- ES -  El Salvador
- ET -  Etiopia
- EU -  Isola Europa
- EZ -  Rep. Ceca

## F
- FG -  Guyana francese
- FI -  Finlandia
- FJ -  Figi
- FK -  Isole Falkland
- FM -  Micronesia
- FO -  Fær Øer
- FP -  Polinesia francese
- FQ -  Isola Baker
- FR -  Francia
- FS -  Terre Australi e Antartiche Francesi

## G
- GA -  Gambia
- GB -  Gabon
- GG -  Georgia
- GH -  Ghana
- GI -  Gibilterra
- GJ -  Grenada
- GK -  Guernsey
- GL -  Groenlandia
- GM -  Germania
- GO -  Isole Gloriose
- GP -  Guadalupa
- GQ -  Guam
- GR -  Grecia
- GT -  Guatemala
- GV -  Guinea
- GY -  Guyana
- GZ -  Striscia di Gaza

## H
- HA -  Haiti
- HK -  Hong Kong
- HM -  Isole Heard e McDonald
- HO -  Honduras
- HQ -  Isola Howland
- HR -  Croazia
- HU -  Ungheria

## I
- ID -  Indonesia
- IE -  Irlanda
- IL -  Israele
- IM -  Isola di Man
- IN -  India
- IO -  Territorio britannico dell'Oceano Indiano
- IP -  Isola Clipperton
- IR -  Iran
- IS -  Islanda
- IT -  Italia
- IV -  Costa d'Avorio
- IZ -  Iraq

## J
- JA -  Giappone
- JE -  Jersey
- JM -  Giamaica
- JN -  Svalbard e Jan Mayen
- JO -  Giordania
- JQ -  Atollo Johnston
- JU -  Juan de Nova

## K
- KE -  Kenya
- KG -  Kirghizistan
- KN -  Corea del Nord
- KQ -  Kingman Reef
- KR -  Kiribati
- KS -  Corea del Sud
- KT -  Isola Christmas
- KU -  Kuwait
- KV -  Kosovo
- KZ -  Kazakistan

## L
- LA -  Laos
- LE -  Libano
- LG -  Lettonia
- LH -  Lituania
- LI -  Liberia
- LO -  Slovacchia
- LS -  Liechtenstein
- LT -  Lesotho
- LU -  Lussemburgo
- LY -  Libia

## M
- MA -  Madagascar
- MB -  Martinica
- MC -  Macao
- MD -  Moldavia
- MF -  Mayotte
- MG -  Mongolia
- MH -  Montserrat
- MI -  Malawi
- MJ -  Montenegro
- MK -  Macedonia del Nord
- ML -  Mali
- MN -  Monaco
- MO -  Marocco
- MP -  Mauritius
- MQ -  Isole Midway
- MR -  Mauritania
- MT -  Malta
- MU -  Oman
- MV -  Maldive
- MX -  Messico
- MY -  Malaysia
- MZ -  Mozambico

## N
- NC -  Nuova Caledonia
- NE -  Niue
- NF -  Isola Norfolk
- NG -  Niger
- NH -  Vanuatu
- NI -  Nigeria
- NL -  Paesi Bassi
- NO -  Norvegia
- NP -  Nepal
- NR -  Nauru
- NS -  Suriname
- NT -  Antille Olandesi
- NU -  Nicaragua
- NZ -  Nuova Zelanda

## O
- OD -  Sudan del Sud

## P
- PA -  Paraguay
- PC -  Isole Pitcairn
- PE -  Perù
- PF -  Isole Paracelso
- PG -  Isole Spratly
- PK -  Pakistan
- PL -  Polonia
- PM -  Panama
- PO -  Portogallo
- PP -  Papua Nuova Guinea
- PS -  Palau
- PU -  Guinea-Bissau

## Q
- QA -  Qatar

## R
- RE -  La Riunione
- RI -  Serbia
- RM -  Isole Marshall
- RN -  Sint Maarten
- RO -  Romania
- RP -  Filippine
- RQ -  Porto Rico
- RS -  Russia
- RW -  Ruanda

## S
- SA -  Arabia Saudita
- SB -  Saint-Pierre e Miquelon
- SC -  Saint Kitts e Nevis
- SE -  Seychelles
- SF -  Sudafrica
- SG -  Senegal
- SH -  Sant'Elena, Ascensione e Tristan da Cunha
- SI -  Slovenia
- SL -  Sierra Leone
- SM -  San Marino
- SN -  Singapore
- SO -  Somalia
- SP -  Spagna
- ST -  Saint Lucia
- SU -  Sudan
- SV -  Svalbard e Jan Mayen
- SW -  Svezia
- SX -  Georgia del Sud e Isole Sandwich Australi
- SY -  Siria
- SZ -  Svizzera

## T
- TB -  Saint-Barthélemy
- TD -  Trinidad e Tobago
- TE -  Isola Tromelin
- TH -  Thailandia
- TI -  Tagikistan
- TK -  Turks e Caicos
- TL -  Tokelau
- TN -  Tonga
- TO -  Togo
- TP -  São Tomé e Príncipe
- TS -  Tunisia
- TT -  Timor Est
- TU -  Turchia
- TV -  Tuvalu
- TW -  Taiwan
- TX -  Turkmenistan
- TZ -  Tanzania

## U
- UG -  Uganda
- UK -  Regno Unito
- UP -  Ucraina
- US -  Stati Uniti
- UV -  Burkina Faso
- UY -  Uruguay
- UZ -  Uzbekistan

## V
- VC -  Saint Vincent e Grenadine
- VE -  Venezuela
- VI -  Isole Vergini Britanniche
- VM -  Vietnam
- VQ -  Isole Vergini Americane
- VT -  Città del Vaticano

## W
- WA -  Namibia
- WE -  Palestina
- WF -  Wallis e Futuna
- WI -  Sahara Occidentale
- WQ -  Isola Wake
- WS -  Samoa
- WZ -  eSwatini

## Y
- YM -  Yemen

## Z
- ZA -  Zambia
- ZI -  Zimbabwe